# Obiecte din apropierea Pământului
În astronomie, un obiect din apropierea Pământului (mai cunoscut prin acronimul englez NEO, Near-Earth object) este orice corp mic al Sistemului Solar a cărui orbită îl apropie de Pământ. Prin convenție, un corp al Sistemului Solar este un NEO dacă cea mai mare apropiere de Soare (periheliu) este mai mică de 1,3 unități astronomice (aproximativ 2 miliarde de km). Dacă orbita unui NEO se încrucișează cu cea a Pământul și obiectul este mai mare de 140 de metri, este considerat un obiect potențial periculos. Majoritatea obiectelor din apropierea Pământului sunt asteroizi și o mică parte comete.
Există peste 20.000 de asteroizi cunoscuți din apropierea Pământului, peste o sută de comete apropiate de Pământ, și un număr de meteoroizi suficient de mari pentru a fi urmăriți în spațiu înainte de a lovi Pământul. Acum este acceptată pe scară largă idee conform căreia coliziunile din trecut au avut un rol semnificativ în conturarea istoriei geologice și biologice a Pământului. NEO-urile au căpătat un interes crescut încă din anii 1980, din cauza conștientizării mai mari a pericolului potențial. Asteroizii de până la 20 m pot dăuna mediului și populațiilor locale. Asteroizii mai mari pătrund în atmosferă până la suprafața Pământului, producând cratere dacă ciocnesc un continent sau un tsunami dacă se ciocnesc de ocean. Evitarea impactului cu asteroizi prin deviere este posibilă în principiu și în prezent sunt cercetate metodele de atenuare.
Două scări, scara Torino și scara Palermo, evaluează un risc bazat pe cât de probabile sunt calculele orbitale ale unui NEO identificat pe Pământ și cât de grave ar fi consecințele unui astfel de impact. Unele obiecte din apropierea Pământului au avut înregistrate temporar scări pozitive pe scara Torino sau Palermo după descoperirea lor, însă calcule mai precise bazate pe arce de observare mai lungi au dus în toate cazurile la o reducere a ratingului la 0 sau sub 0.
Din 1998, Statele Unite, Uniunea Europeană și alte națiuni scanează cerul pentru descoperirea obiectelor din apropierea Pământului într-un efort numit Spaceguard. Mandatul inițial al Congresului SUA către NASA a fost acela de a cataloga cel puțin 90% dintre NEO-urile care au cel puțin 1 kilometru în diametru, ceea ce ar putea provoca o catastrofă globală și a fost îndeplinit până în 2011. În anii următori, efortul de observație a fost extins  la obiecte mai mici care ar face daune pe scară largă, deși nu la nivel global.

## Istoricul observațiilor NEO

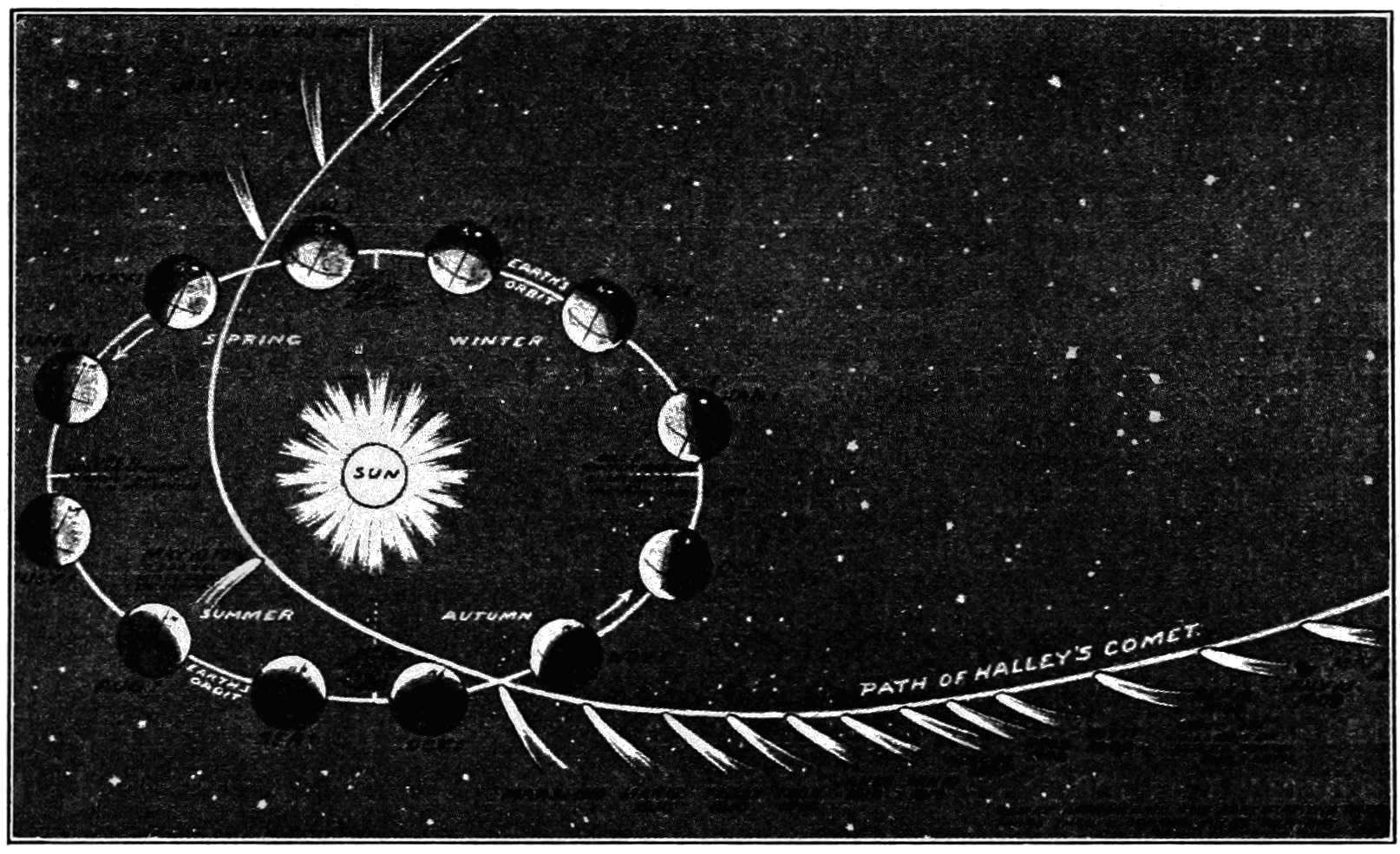
Desen din 1910 care arată traiectoria cometei Halley

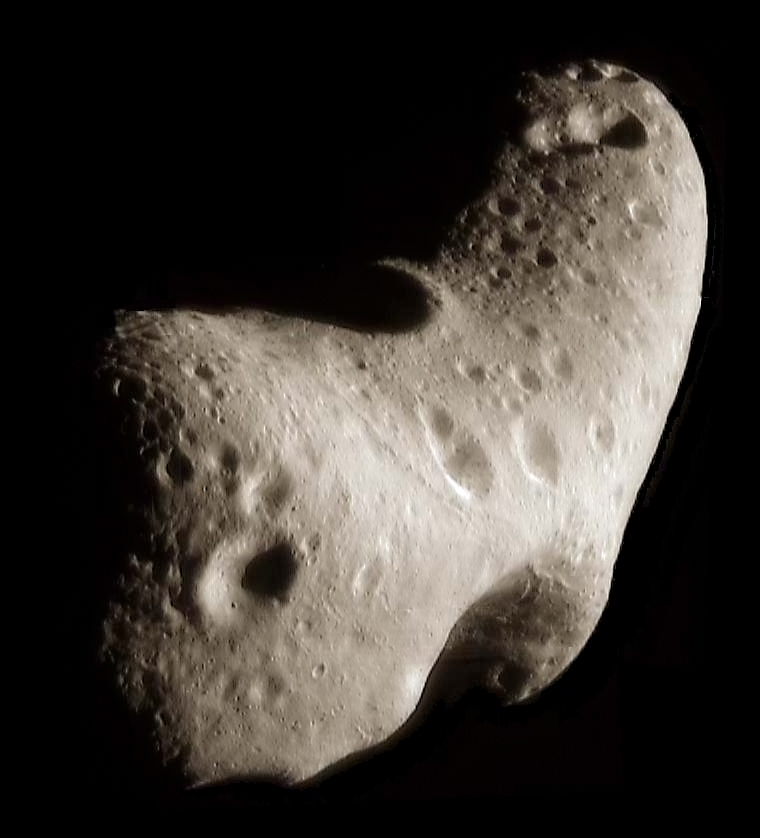
Asteroidul 433 Eros din apropierea Pământului a fost vizitat de o sondă în anii 1990

Primele obiecte apropiate de Pământ care au fost observate de oameni au fost cometele. Natura lor extraterestră a fost recunoscută și confirmată numai după ce Tycho Brahe a încercat să măsoare distanța unei comete prin paralaxa sa în 1577, iar limita inferioară pe care a obținut-o a fost cu mult peste diametrul Pământului; periodicitatea unor comete a fost recunoscută pentru prima dată în 1705, când Edmond Halley și-a publicat calculele pentru orbita obiectului care revine cunoscut astăzi sub numele de Cometa Halley. Revenirea din 1758–1759 a cometei Halley a fost prima apariție a cometei prevăzută în avans. S-a spus că primul obiect din apropierea Pământului descoperit a fost cometa Lexell în 1770.
Primul asteroid din apropierea Pământului descoperit a fost 433 Eros în 1898.  Asteroidul a fost supus mai multor campanii de observații ample, în primul rând deoarece măsurătorile orbitei sale au permis o determinare precisă a distanței Pământ-Soare care pe vremea aceea nu era cunoscută cu exactitate.
În 1937, asteroidul 69230 Hermes a fost descoperit când a trecut foarte aproape de Pământ, la exact dublul distanței Pământ-Lună. Hermes a fost considerat o amenințare, deoarece curând după descoperirea sa, a fost pierdut; astfel, orbita și potențialul de coliziune cu Pământul nu erau cunoscute cu exactitate. Hermes a fost re-descoperit abia în 2003 și acum se știe că nu este o amenințare cel puțin pentru secolul următor.
La 14 iunie 1968, asteroidul cu diametrul de 1,4 km 1566 Icarus a trecut pe lângă Pământ la o distanță de 0,042482 AU (6.355.200 km), sau de 16 ori distanța Pământ-Lună. În timpul acestei abordări, Icarus a devenit prima planetă minoră observată cu ajutorul radarului, cu măsurători obținute la Observatorul Haystack  și la Stația de Urmărire Goldstone. Această apropiere a fost prevăzută cu ani în avans (Icarus a fost descoperit în 1949) și a obținut o atenție semnificativă a publicului, din cauza rapoartelor de știri alarmiste. Cu un an înainte de apropiere, studenții MIT au lansat Proiectul Icarus, concepând un plan pentru a devia asteroidul cu rachete, în cazul în care s-ar fi găsit că este pe un curs de coliziune cu Pământul. Proiectul Icarus a primit o largă acoperire mass-media și a inspirat filmul Meteor din 1979, în care SUA și URSS își unesc forțele pentru a devia cu rachete un asteroid care se apropie de Terra.
La 23 martie 1989, asteroidul 4581 Asclepius cu un diametru de 300 de metri a trecut la 700.000 km de Pământ. Dacă asteroidul s-ar fi ciocnit cu planeta noastră, ar fi creat cea mai mare explozie din istoria înregistrată, echivalentul a 20.000 de megatone de TNT. A atras atenția pe scară largă, deoarece a fost descoperit abia după momentul în care a fost cel mai aproape de Pământ.
În martie 1998, calculele timpurii ale orbitei pentru asteroidul recent descoperit (35396) 1997 XF11 au arătat o apropiere potențială în 2028 la o distanță de 46.000 km de Pământ, chiar pe orbita Lunii, cu o marjă de eroare care includea o coliziune directă cu Terra. Date suplimentare au permis revizuirea distanței de abordare din 2028 până la (960.000 km), fără șanse de coliziune. Până atunci, rapoarte inexacte despre un potențial impact au provocat o furtună mediatică.

Obiecte din apropierea Pământului așa cum erau cunoscute în ianuarie 2018
Video (0:55; July 23, 2018)

### Risc

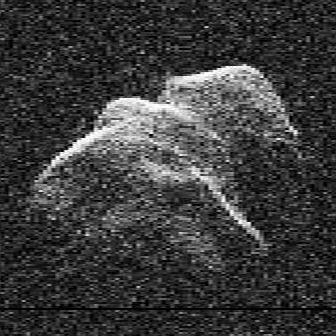
Asteroidul 4179 Toutatis este un obiect potențial periculos, care în septembrie 2004 a trecut la 4 distanțe lunare de Pământ.

De la sfârșitul anilor 1990, un cadru tipic de referință în căutările NEO a fost conceptul științific de risc. Riscul pe care îl prezintă oricare dintre aceste obiecte din apropierea Pământului pentru societatea umană. De-a lungul istoriei, oamenii au asociat NEO-urile cu o varietate de pericole, majoritatea bazate pe opinii religioase, filosofice sau științifice; a fost pusă în discuție și capacitatea tehnologică sau economică a umanității de a face față acestor riscuri.
Astfel, au fost observate NEO ca prevestiri ale dezastrelor naturale sau ale războaielor, ca o catastrofă care schimbă vremurile planetei noastre sau ca un emițător de vapori foarte otrăvitori (în timpul trecerii Pământului prin coada Cometei Halley din 1910), și în cele din urmă ca o posibilă cauză a unui impact care ar putea chiar să stingă omenirea și alte vieți de pe fața Pământului.
Potențialul impactului catastrofal al cometelor din apropierea Pământului a fost recunoscut imediat ce s-au făcut primele măsurători ale orbitelor acestor obiecte. În 1694, Edmond Halley a prezentat o teorie conform căreia Potopul lui Noe din Biblie a fost cauzată de un impact al unei comete. Omul a considerat asteroizii din apropierea Pământului fie ca obiecte benigne de fascinație fie ca obiecte mortale cu risc ridicat pentru societatea umană. Corpurile care au capacitatea de a crea cratere mai mari decât cele convenționale sunt în centrul preocupărilor oamenilor de știință și sunt, de asemenea, capabile să producă efecte secundare într-un mediu larg. Sursa acestor preocupări datează din anii 1980, după confirmarea unei teorii conform căreia Extincția Cretacic-Paleogen (care a dus la extincția dinozaurilor) acum 65 de milioane de ani a fost rezultatul unei coliziuni cu un asteroid.
Conștientizarea publicului larg asupra riscului de impact a crescut după observarea impactului Cometei Shoemaker–Levy 9 cu Jupiter în iulie 1994. În 1998, filmele Deep Impact și Armageddon au popularizat noțiunea că obiectele din apropierea Pământului pot provoca impacturi catastrofale. În același an, a apărut o teorie a conspirației despre presupusul impact din 2003 al planetei fictive Nibiru, care a persistat pe internet, data previzionată a impactului fiind mutată în 2012 și apoi în 2017.

#### Scări care indică riscul
Există două scheme de clasificare științifică a riscului de coliziune a unui NEO:
- scara Torino, care este mai simplă și evaluează riscurile de impact în următorii 100 de ani în funcție de energia de impact și probabilitatea de impact, folosind numere întregi între 0 și 10[30][31]
- scara Palermo, care este mai complexă și care atribuie un număr pozitiv sau negativ fiecărei coliziuni posibile, ținând cont de frecvența coliziunii de fundal, de probabilitatea apariției coliziunii și de timpul rămas pentru a avea loc posibilă coliziune.[32]

Pe ambele scări, coliziunile care ar putea provoca îngrijorări sunt indicate cu valori peste zero.

#### Mărimea riscului
Frecvența anuală de fond, care este utilizată pe scara Palermo, este estimată pentru coliziunile cu energie E megatone după cum urmează:
{\displaystyle f_{B}=0.03E^{-0.8}\;}
De exemplu, conform acestei formule, timpul pe care trebuie să-l așteptăm din momentul în care o coliziune este mai puternică decît o megatonă este de 33 de ani, iar atunci când se întâmplă asta, există o șansă de 50% ca impactul să fie mai puternic decât 2,4 megatone. Această formulă este valabilă numai într-un anumit interval de E. O altă lucrare  publicată în 2002 (un raport bazat pe scara Palermo a fost publicat în acel an) a găsit o formulă cu alte constante:
{\displaystyle f_{B}=0.00737E^{-0.9}\;}
Această formulă oferă rate considerabil mai mici pentru un E dat. Un exemplu în acest sens este faptul că bolizii de 10 megatone sau mai mult (echivalentul exploziei Tunguska) apar la fiecare 1000 de ani, față de 210 ani ca în formula Palermo. Cu toate acestea, autorii dau o incertitudine destul de mare (o dată la 400 până la 1800 de ani pentru 10 megatone), datorată în parte incertitudinilor în determinarea energiilor impactului atmosferic pe care le-au folosit în determinarea lor. 

#### Riscuri foarte mari
NASA menține un sistem automat pentru a evalua amenințarea din partea obiectelor din apropierea Pământului cunoscute în următorii 100 de ani, care generează o actualizare continuă a tabelului de risc Sentry. Pe măsură ce apar mai multe observații, reducând incertitudinile și permițând predicții orbitale mai precise, cel mai probabil toate sau aproape toate obiectele vor fi scoase din listă.
În martie 2002, (163132) 2002 CU11 a devenit primul asteroid cu o valoare pozitivă pe scara Torino, cu aproximativ 1 din 9.300 șanse de impact în 2049. Observații suplimentare au redus riscul estimat la zero, iar asteroidul a fost eliminat din tabelul de risc Sentry în aprilie 2002. Acum se știe că în următoarele două secole, 2002 CU11 va trece la o distanță sigură de 636.000 km de Pământ la 31 august 2080.

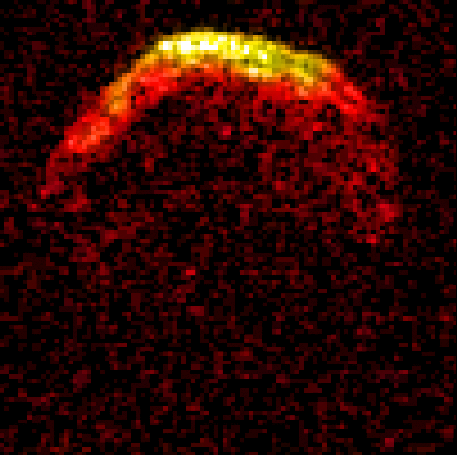
Imagine radar a asteroidului 1950 DA

Asteroidul 1950 DA a fost descoperit în 1950 și după mai multe observații pe parcursul a șaptesprezece zile, care nu au fost suficiente pentru a-i determina orbita, a fost pierdut. A fost redescoperit la 31 decembrie 2000. Are un diametru de aproximativ un kilometru. De asemenea, a fost observat de radar în timpul apropierii sale în 2001, permițând calcule orbitale mult mai precise. Deși acest asteroid nu se va lovi Terra cel puțin 800 de ani și nu are, așadar, o valoare pe scara Torino, acesta a fost adăugat pe lista Sentry în aprilie 2002, deoarece a fost primul obiect cu o scară Palermo mai mare de zero. La acel moment, s-a ajuns la concluzia că șansa corpului de a se ciocni cu Pământul la acea dată era una din trei sute. Incertitudinile privind calculele orbitei au fost reduse în continuare folosind observațiile radar din 2012, iar acest lucru a scăzut șansele unui impact. Luând în considerare toate observațiile radar și optice până în 2015, probabilitatea impactului a fost evaluată în martie 2018 la 1 din 8.300.  Deși valoarea ajustată pe scara Palermo este negativă (-1,42), în 2019 aceasta a fost cea mai mare din tabelul de risc Sentry. În mai 2019, pe lângă 1950 DA, doar un alt corp (FD 2009) a avut valoarea -2 pe scara Palermo.
La 24 decembrie 2004, asteroidului 99942 Apophis cu un diametru de 370 metri i-a fost atribuită valoarea 4 pe scara Torino, cea mai mare evaluare oferită vreodată, cu o șansă de 2,7% de a se ciocni cu Pământul într-o vineri 13 aprilie 2029, conform estimărilor la acea dată. Observațiile suplimentare efectuate până la 28 decembrie 2004, au scăzut la zero riscul de impact în 2029 dar,  ulterior, datele potențiale de impact au fost încă evaluate la 1 pe scara Torino. În martie 2018, calculele arată că Apophis nu are nici o șansă să se ciocnească de Pământ înainte de 2060.
În februarie 2006, (144898) 2004 VD17 a primit valoarea 2 pe scara Torino din cauza unei întâlniri apropiate preconizate pentru 4 mai 2102. După calcule mai precise, valoarea a fost redusă la 1 în mai 2006 și la 0 în octombrie 2006, iar asteroidul a fost scos din tabelul Sentry în februarie 2008.
În martie 2018, 2010 RF12 este listat cu cea mai mare șansă de impact cu Pământul, la 1 din 20 șanse, la 5 septembrie 2095. La doar 7 m, asteroidul este totuși mult prea mic pentru a fi considerat un asteroid potențial periculos. Va trece aproape de planeta noastră în august 2022 și se așteaptă ca observațiile care vor avea loc în cursul acelei luni să fie cruciale pentru determinarea orbitei obiectului.

### Proiecte de reducere a riscurilor

NEOWISE – primii patru ani de date începând din decembrie 2013 (animație; 20 aprilie 2018)

Primul program astronomic dedicat descoperirii asteroizilor din apropierea Pământului a fost un studiu lansat în 1973 de astronomii Eugene Shoemaker și Eleanor Helin. Riscul unei coliziuni, nevoia de telescoape specializate pentru această sarcină și posibilitățile de prevenire a coliziunilor au fost ridicate pentru prima dată la conferința interdisciplinară din 1981, în Snowmass, Colorado. În 1992, NASA a dezvoltat un studiu mai aprofundat, comandat de Congresul Statelor Unite. Pentru promovarea studiului la nivel internațional, Uniunea Astronomică Internațională a organizat un workshop la Vulcano, Italia în 1995  și a înființat Fundația Spaceguard și în Italia un an mai târziu. În 1998, Congresul Statelor Unite a dat NASA un mandat de a detecta până în 2008, 90% din asteroizii din aproapierea Pământului cu dimensiuni de peste 1 km în diametru (care pot provoca catastrofe globale).
Mai multe alte proiecte s-au născut din activitatea Spaceguard, inclusiv „Lincoln Near-Earth Asteroid Research” (LINEAR),  
„Spacewatch”, „Near-Earth Asteroid Detection” (NEAT), „Lowell Observatory Near-Earth-Object Search” (LONEOS), „Catalina Sky Research” (CSS), „Campo Imperatore Near-Earth Object Survey” (CINEOS), „Japanese Spaceguard Association”, „Asiago-DLR Asteroid Survey” (ADAS) și „WISE Near Earth Objects” (NEOWISE). Ca urmare, raportul dintre numărul total cunoscut și estimat de asteroizi din apropierea Pământului cu diametrul mai mare de 1 km a crescut de la aproximativ 20% în 1998 la 65% în 2004, 80% în 2006, și 93% în 2011. Astfel, obiectivul inițial al Spaceguard a fost îndeplinit la trei ani de la data limită. La 12 iunie 2018, 893 de asteroizi mai mari de 1 km erau descoperiți,  iar în conformitate cu cele mai precise aproximări, există un total de 920 de asteroizi, ceea ce ar însemna că 97% dintre ei sunt cunoscuți.
În 2005, mandatul inițial a fost prelungit, solicitând NASA să detecteze 90% din NEO cu diametre de 140 m sau mai mari, până în 2020. În ianuarie 2020, s-a estimat că mai puțin de jumătate dintre acestea au fost găsite, dar obiecte de această dimensiune lovesc Pământul doar o dată la 2.000 de ani. În ianuarie 2016, NASA a anunțat crearea Oficiului pentru Coordonarea Apărării Planetare (PDCO) și și-a stabilit obiectivele: detectarea și monitorizarea NEO cu un diametru de 30-50 de metri în detaliu și, dacă este necesar, coordonarea unui răspuns eficient la amenințări și eforturi de atenuare.
Oamenii de știință implicați în cercetarea NEO au considerat că există două opțiuni pentru prevenirea activă a amenințării dacă se constată că un obiect se află pe un curs de coliziune cu Pământul: distriugerea sau devierea lor. Toate metodele viabile își propun să devieze mai degrabă decât să distrugă un obiect amenințător, deoarece fragmentele ar provoca în continuare distrugeri pe scară largă. Deflecția, care înseamnă o schimbare în orbita obiectului cu luni sau ani înainte de impactul prevăzut, necesită, de asemenea, ordine de mărime mai mică de energie.